# Rio Gârcov
O Rio Gârcov é um rio da Romênia, afluente do Ursa, localizado no distrito de Olt.